# 1. florbalová liga mužů 1994/1995
1. florbalová liga mužů 1994/1995 byla 2. ročníkem nejvyšší mužské florbalové soutěže v Česku.
Počet týmu v soutěži byl rozšířen z 10 na 12. Soutěž se hrála systémem dvakrát každý s každým bez play-off. Hrálo se turnajovým systémem. Všechny zápasy odehrály na turnajích v Praze, Ostravě, Hradci Králové a Havlíčkově Brodě.
Vítězem se stal tým TJ Tatran Střešovice. Na druhém místě skončil Dream Team Ostrava se stejným počtem bodů jako Tatran, po prohře v obou vzájemných zápasech. Třetí byl tým 1. SC SSK Vítkovice, přejmenovaný z 1. SC Ostrava.
Nováčky v této rozšířené sezóně byly týmy Havlíčkův Brod Sharks, UHC Ostrava a O. A. Hovorčovická. Havlíčkův Brod a UHC Ostrava skončily na čtvrtém a pátém místě.
Do 2. ligy sestoupil tým FBC Mušle Praha. Po skončení sezóny se tým O. A. Hovorčovická sloučil s AC Sparta Praha. V následující sezóně byly tyto týmy nahrazeny postupujícími týmy VSK FS Brno a Slávie TU Liberec. Brno se vrátilo po jedné sezóně v nižší soutěži. Liberec postoupil poprvé.

## Konečná tabulka soutěže
| Poř. | Tým                    | Záp. | Výh. | Rem. | Pro. | Branky    | Body | Pozn.   |
| ---- | ---------------------- | ---- | ---- | ---- | ---- | --------- | ---- | ------- |
| 1.   | TJ Tatran Střešovice   | 22   | 19   | 0    | 3    | 144 : 521 | 38   | mistr   |
| 2.   | Dream Team Ostrava     | 22   | 18   | 2    | 2    | 136 : 501 | 38   | stříbro |
| 3.   | 1. SC SSK Vítkovice    | 22   | 16   | 3    | 3    | 118 : 581 | 35   | bronz   |
| 4.   | Havlíčkův Brod Sharks  | 22   | 12   | 3    | 7    | 117 : 911 | 27   |         |
| 5.   | UHC Ostrava            | 22   | 9    | 4    | 9    | 113 : 121 | 22   |         |
| 6.   | AC Sparta Praha        | 22   | 9    | 0    | 13   | 174 : 127 | 18   |         |
| 7.   | North Stars Ostrava    | 22   | 8    | 2    | 12   | 184 : 105 | 18   |         |
| 8.   | Tatran Excalibur Praha | 22   | 8    | 1    | 13   | 177 : 971 | 17   |         |
| 9.   | VDG Mentos Praha       | 22   | 7    | 3    | 12   | 184 : 881 | 17   |         |
| 10.  | O. A. Hovorčovická     | 22   | 6    | 3    | 13   | 189 : 120 | 15   |         |
| 11.  | TJ Sokol Jaroměř       | 22   | 7    | 1    | 14   | 165 : 113 | 15   |         |
| 12.  | FBC Mušle Praha        | 22   | 1    | 2    | 19   | 148 : 127 | 4    | sestup  |